# Nicola Zaccaria
 Nicola Zaccaria (9 de marzo de 1923, Pireo, Grecia- 24 de julio de 2007, Atenas), nacido Nicholas Angelos Zachariou fue un bajo de ópera griego. En sus comienzos uso el apodo ¨Giulio Mauri¨.

## Carrera
Estudio en el conservatorio de Atenas y debutó a los 26 años en 1949 como Raimondo en Lucia di Lammermoor. 
Debutó en La Scala en 1953 como Sparafucile de Rigoletto, donde fue principal bajo de la compañía durante 15 años cantando con los más famosos de su generación como Maria Callas, Leontyne Price, Franco Corelli, Virginia Zeani, Luciano Pavarotti, Joan Sutherland y Marilyn Horne con quien se casó en segundas nupcias. 
Cantó en el Covent Garden, Festival de Salzburgo, Dallas (en el debut de Callas como Medea), Verona, Venecia, Turin, Roma y participó en el estreno mundial de Asesinato en la catedral de Ildebrando Pizzetti con Nicola Rossi Lemeni y Leyla Gencer.
Con Callas grabó nueve óperas y las primeras cuatro también con Di Stefano:
- Rigoletto (1955)
- Il trovatore (1956)
- La Boheme (1956)
- Un ballo in maschera (1956)
- Aida (1955)
- Il barbiere di Siviglia (1957)
- La sonnambula (1957)
- Turandot (1957)
- Norma  (1960)

Murió en Atenas de mal de Alzheimer.